# Opéra-Théâtre de Clermont-Ferrand
L'Opéra-Théâtre de Clermont-Ferrand (anciennement Opéra municipal) est situé en plein cœur de la ville, sur le boulevard Desaix (entrée principale) et sur la place de Jaude. Sous l'impulsion de la municipalité dirigée par Amédée Gasquet, il fut construit entre 1891 et 1894. Les travaux ont été dirigés par l'architecte Jean Teillard.

## Origines du bâtiment

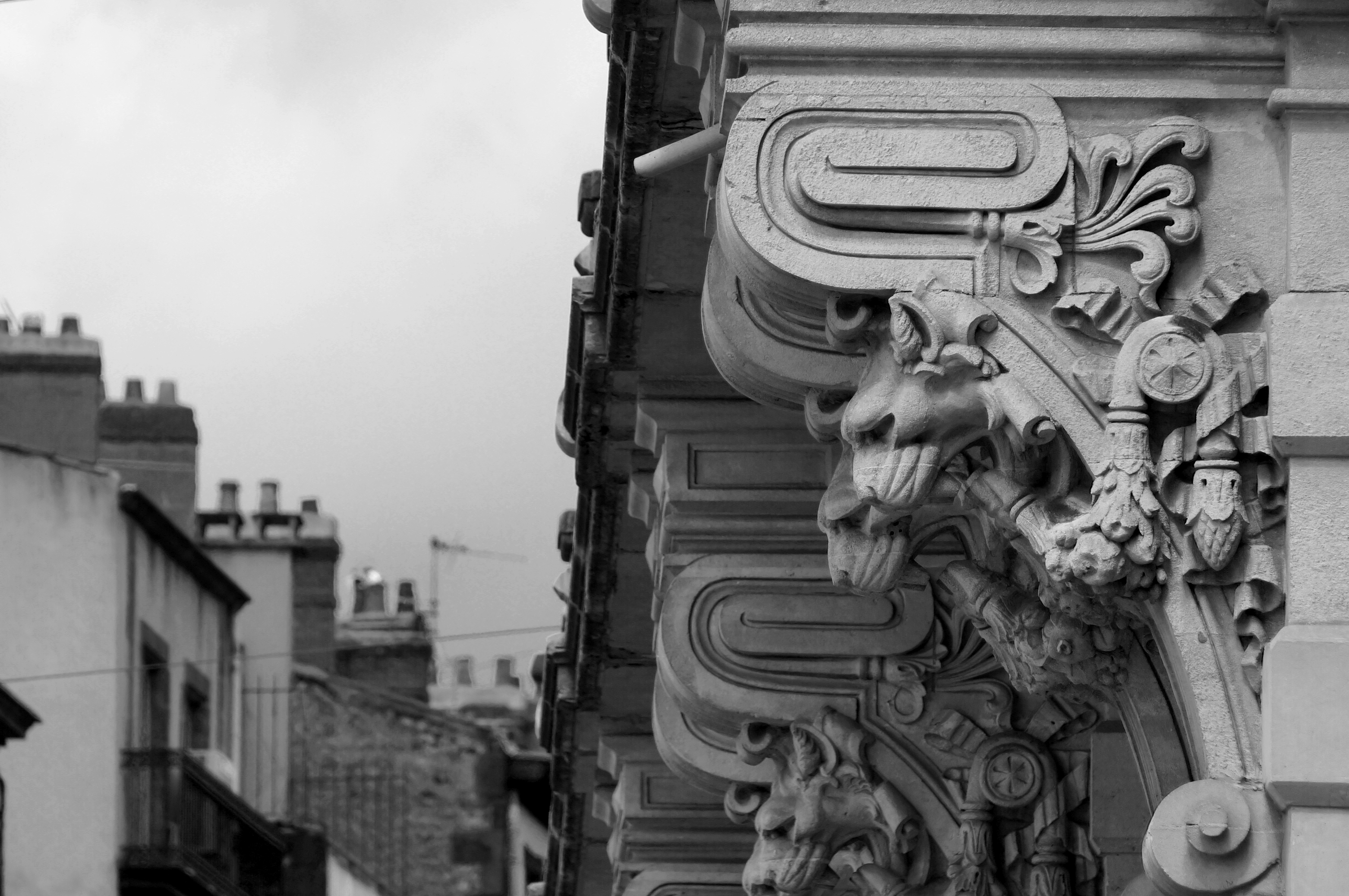
Détail de la façade de la place de Jaude.

Le monument fut installé à la place de l'ancienne Halle aux toiles, datant du début du XIXe siècle, et avait pour but de remplacer l'ancien théâtre de la place Royale, jugé trop petit.
Son hall d'entrée, ses escaliers d'honneur, sa coupole peinte et ses multiples dorures font de l'intérieur de ce bâtiment un parfait théâtre à l'italienne. De nombreuses similitudes architecturales font penser que Teillard s'est largement inspiré de l'Opéra Garnier à Paris. La décoration de la façade a été réalisée par Henri Gourgouillon.
Il peut accueillir actuellement jusqu'à 600 personnes.
La partie nord du bâtiment (au-delà de la scène et de sa machinerie) accueille maintenant les services de l'Orchestre d'Auvergne.

## Histoire récente
Après sept années de fermeture au public pour cause de vastes travaux de rénovation, à la suite de l'effondrement d'une partie du plafond, l'Opéra a rouvert à l'occasion d'une inauguration officielle le 20 septembre 2013. C'est à cette occasion que le site est rebaptisé « Opéra-Théâtre ». 
Ces travaux ont permis la remise aux normes et l'informatisation du bâtiment, la modernisation de la machinerie scénique, la restitution de l’éclat initial des décors d’origine et la redécouverte des fresques de Louis Retru (datant de 1904) derrière les tentures du foyer.
Sa capacité est passée de 900 à 600 places pour améliorer le confort du public. 

## Galerie d'images

Décoration de la salle avant réfection
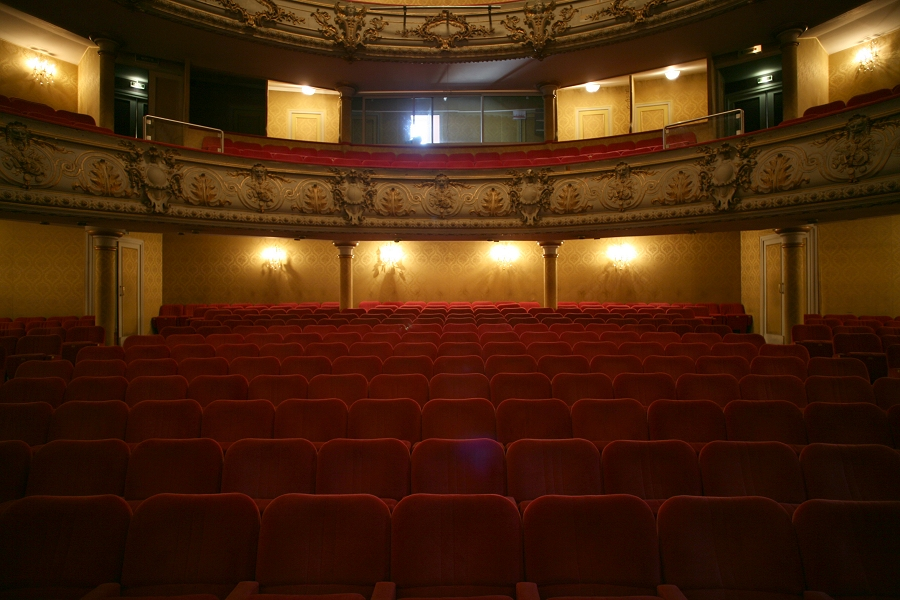
La salle.
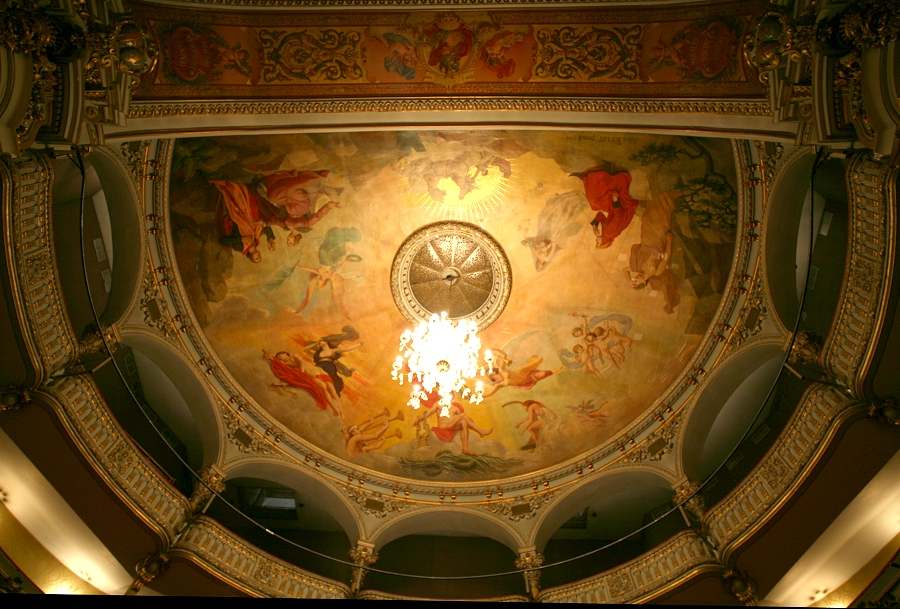
Le plafond peint.

Zones techniques avant réfection
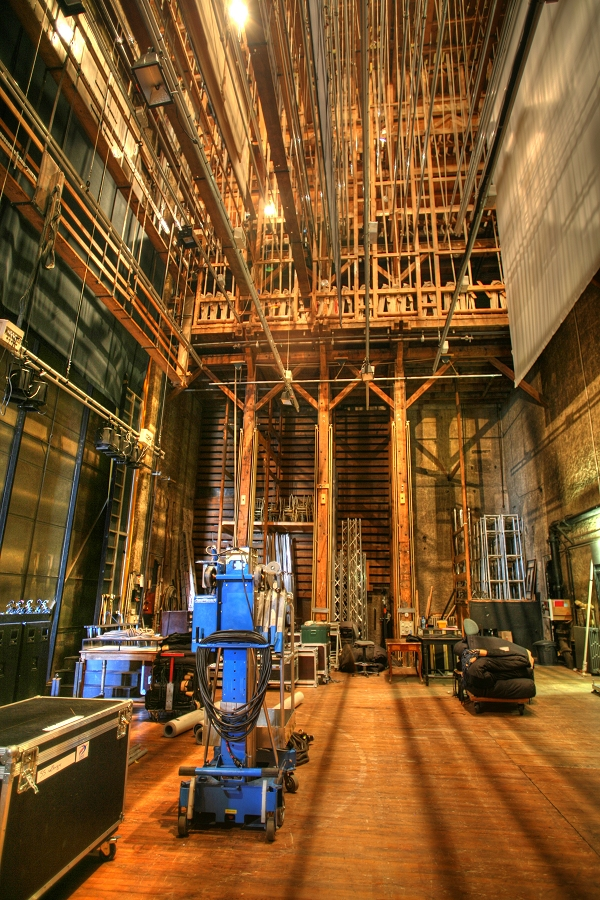
Espace scénique et machinerie.
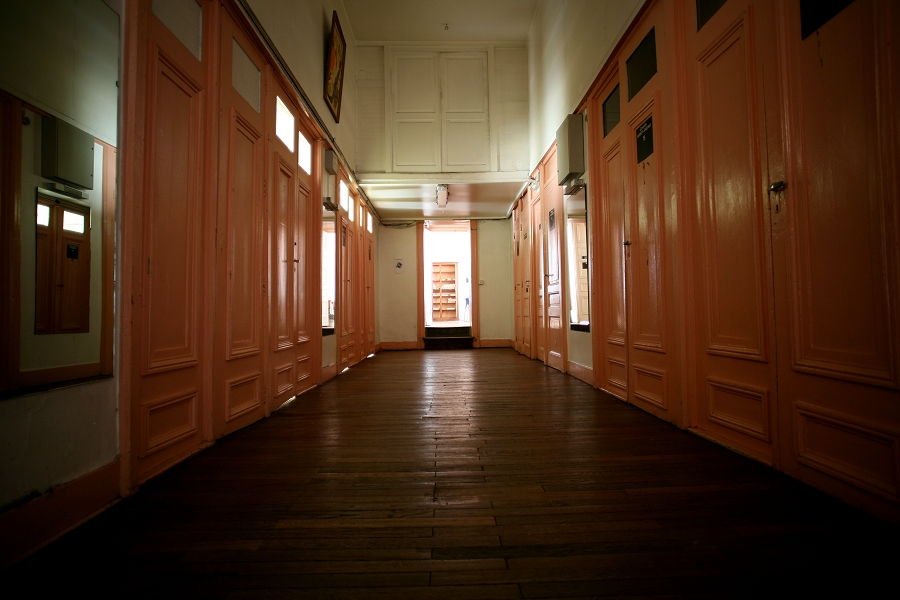
Couloir des loges.
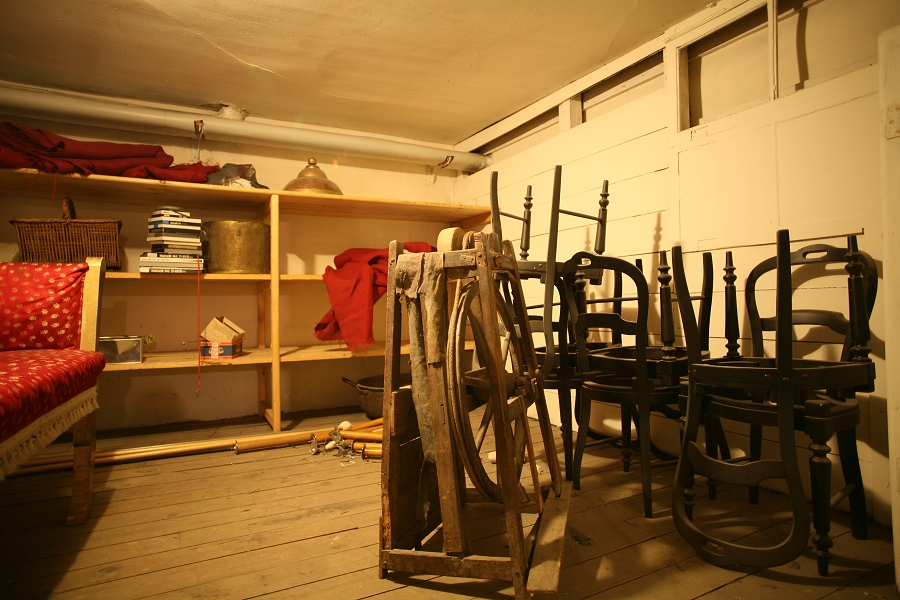
Réserve.

Foyer et salles de réception (avant réfection)
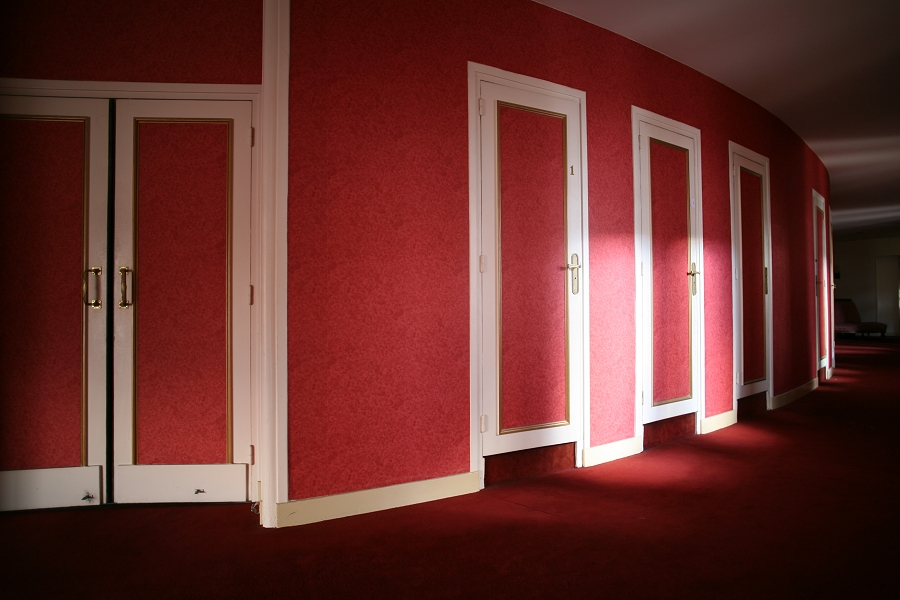
Portes d'accès aux loges publiques.
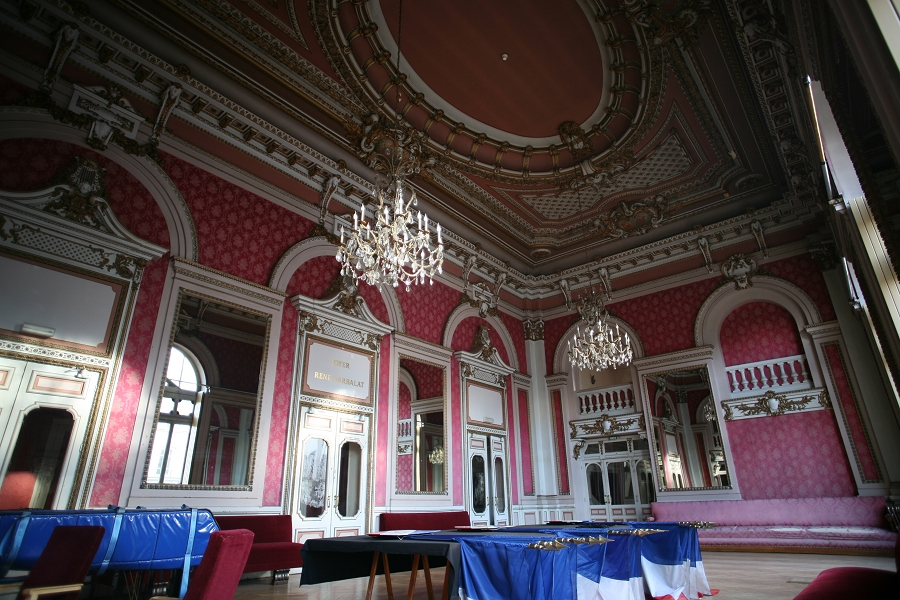
Foyer Barbalat, salle de réception.
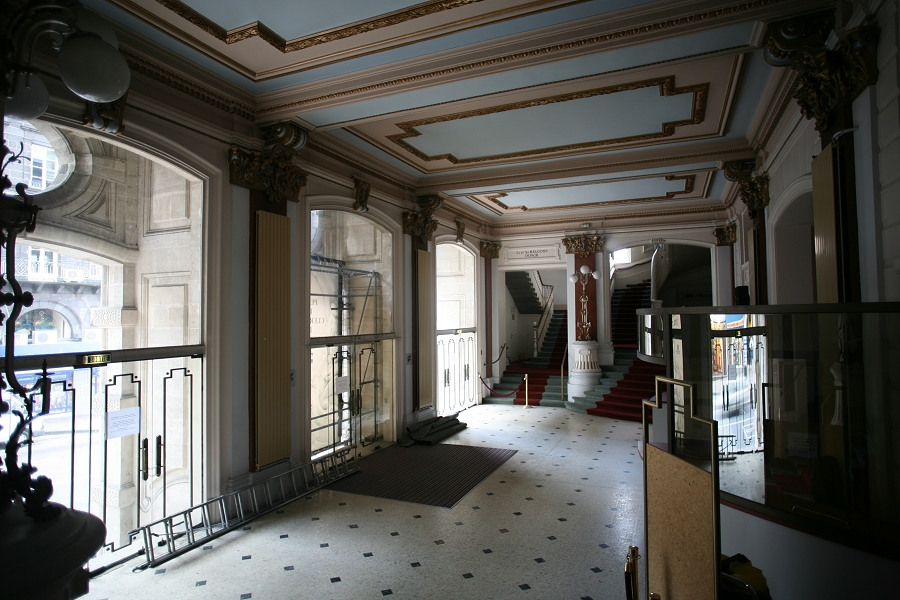
Grand hall.
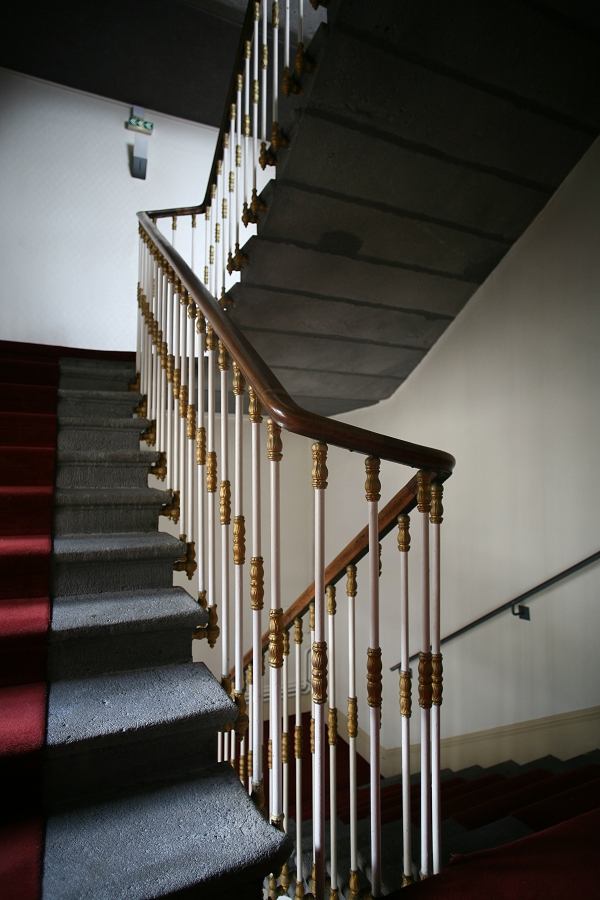
Grand escalier.

Décoration extérieure après restauration
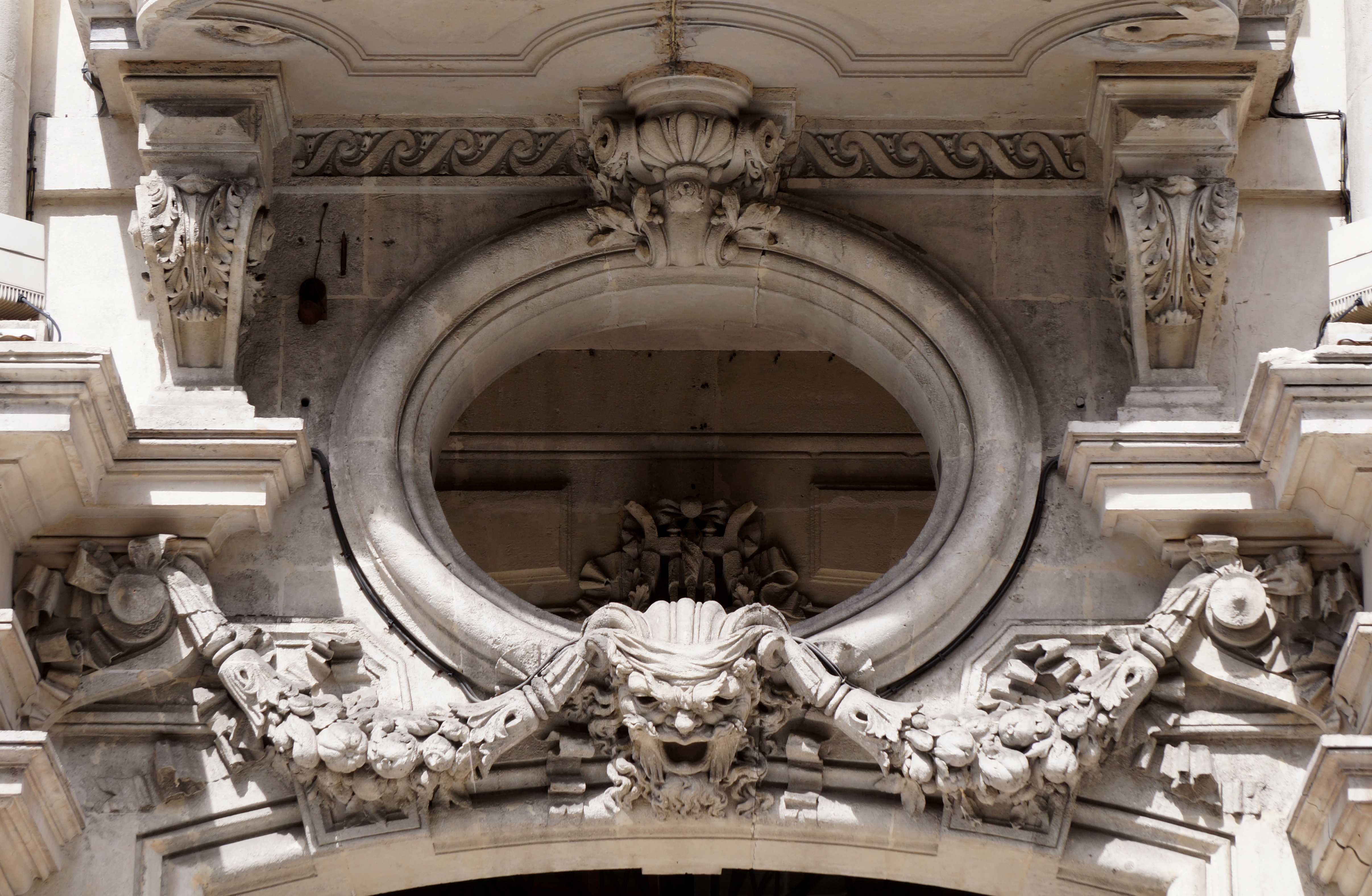
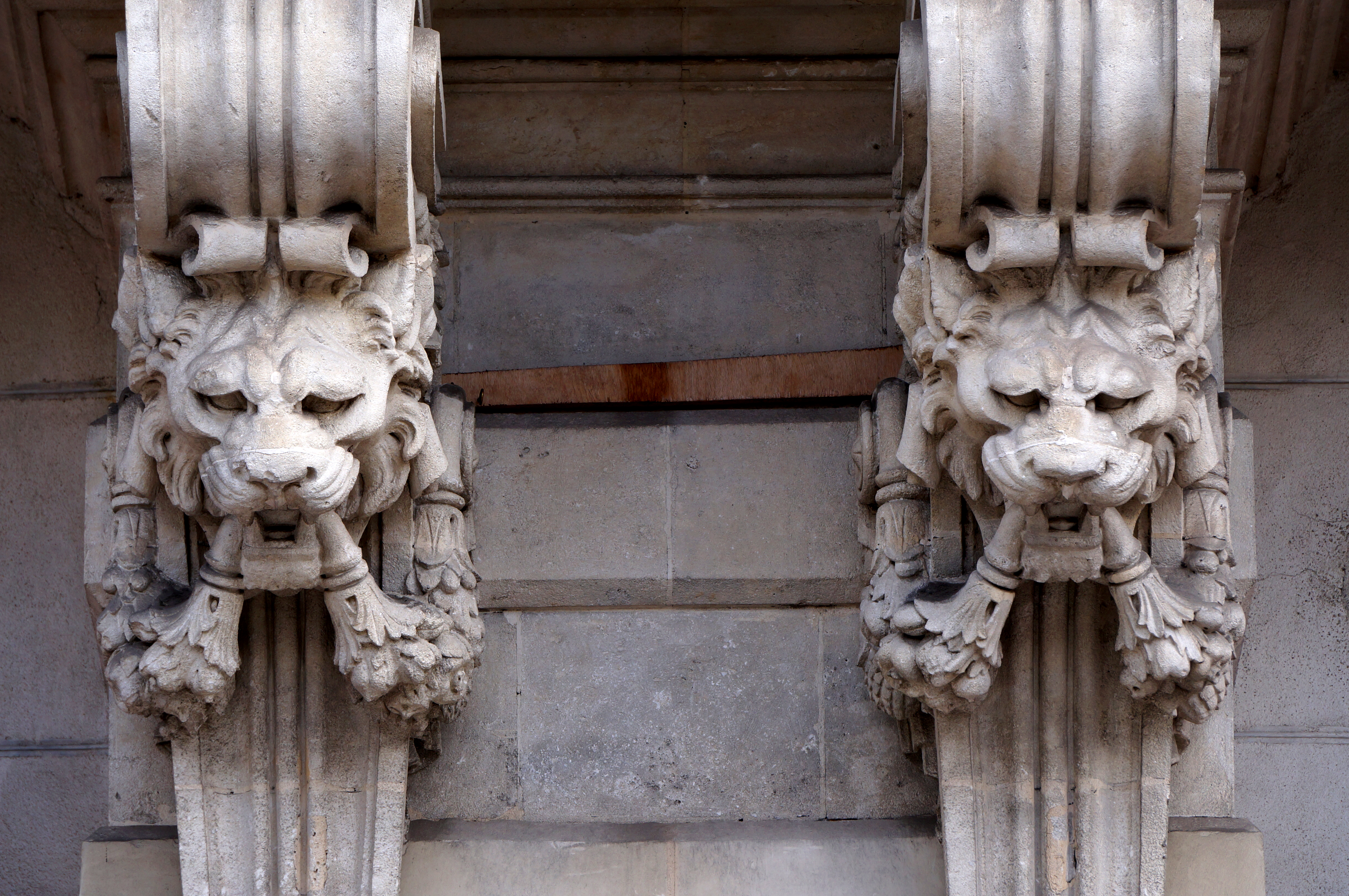